# 家電製品アドバイザー
家電製品アドバイザー（かでんせいひんアドバイザー）とは、流通関係の販売・営業系業務に従事する人及び消費者からの各種相談を受ける業務に従事する人を主な対象とした、認定する民間資格である。認定は一般財団法人家電製品協会が実施している。

## 概要
認定する家電製品アドバイザー資格には、
- 家電製品アドバイザー（AV情報家電）
- 家電製品アドバイザー（生活家電）

の2つがあり、両方を得ると家電製品総合アドバイザーの称号を得ることが出来る。
認定のために期待されるレベルは次の通りである。
- 販売実務知識､接客マナー及びコミュニケーション力を持っている。
- 対象品目の基本動作原理､仕組み、上手な使い方、安全な使い方、禁止事項などに関する知識があり、分かり易く説明できる。
- 設置・接続・セットアップ、調整等に関する基礎的な技術知識及びソフト業務知識があり、適切なアドバイスができる。
- 不具合発生時の一次対応ができる。　また、故障と間違われ易い事象について、製品故障か使用方法の不適切か、ある程度の切り分けができる。
- 電気安全に関する基礎知識及び関連する法規の基礎知識があり、適切な運用ができる。
- 家電リサイクル法、容器包装リサイクル法の主旨と廃家電受付業務処理手順を理解し、実践できる。

## 試験
「AV情報家電」試験
AV情報家電に関する「商品知識・取扱」AV情報家電製品の商品知識・取扱いの理解度を問う。
「生活家電」試験
生活家電に関する 「商品知識･取扱」生活家電製品の商品知識・取扱いの理解度を問う。

### 試験日
年2回（3月、9月）

### 受験資格
誰でも受験できる。

## 有効期限
認定日より5年間。更新講習を受講し、課程を修了することで更新することができる。